# Artabotrys oblongus
Artabotrys oblongus är en kirimojaväxtart som beskrevs av George King. Artabotrys oblongus ingår i släktet Artabotrys och familjen kirimojaväxter. Inga underarter finns listade i Catalogue of Life.